# Mortegliano
Mortegliano é uma comuna italiana da região do Friuli-Venezia Giulia, província de Udine, com cerca de 4.889 habitantes. Estende-se por uma área de 29 km², tendo uma densidade populacional de 169 hab/km². Faz fronteira com Bicinicco, Castions di Strada, Lestizza, Pavia di Udine, Pozzuolo del Friuli, Talmassons.

## Demografia
| Variação demográfica do município entre 1861 e 2011                               |
|                                                                                   |
| Fonte: Istituto Nazionale di Statistica (ISTAT) - Elaboração gráfica da Wikipedia |